# Islamische Renaissance
Islamische Renaissance ist eine monografische Reihe religiös-islamischer Schriften, die von der Presse- und Kulturabteilung der Botschaft der Islamischen Republik Iran in Bonn herausgegeben wurde. Sie erschien seit 1980 und enthält überwiegend Werke von Ali Schariati (1933–1977), der an der Teheraner Hoseiniye-Erschād lehrte. Schariati hatte in seinen Reden den Weg des schiitischen Märtyrers „zum einzigen Weg, der zu Wahrheit und Gerechtigkeit führt“ erhoben und seine Zuhörer aufgefordert, wenn sie könnten „(die Tyrannen) zu töten oder zu sterben“. Bis 1983 erschienen zehn Bände.

## Bände
1. Zivilisation und Modernismus. Šarīʿatī, ʿAlī. 1980
2. Exploration und Raffinierung der kulturellen Quellen. Šarīʿatī, ʿAlī. 1980
3. Zur westlichen Demokratie. Šarīʿatī, ʿAlī. 1981
4. Die vier Gefängnisse des Menschen. Šarīʿatī, ʿAlī. 1981
5. Der Regierungsauftrag Imam Alis an Malik al-Aschtar. ʿAlī, Kalif. 1981
6. Fatima ist Fatima. Šarīʿatī, ʿAlī. 1981
7. Stellung der Frau im Islam. Muṭahharī, Murtaḍā. 1982
8. Wo fangen wir an? Šarīʿatī, ʿAlī. 1982
9. Hadsch. Šarīʿatī, ʿAlī. 1983
10. Das Menschenbild im Marxismus, in anderen abendländischen Denkschulen und im Islam. Šarīʿatī, ʿAlī. 1983